# Nicolás Reniero
Gastón Nicolás Reniero (Villa del Rosario, Entre Ríos, Argentina; 18 de marzo de 1995), es futbolista, se desempeña como delantero, su equipo actual es Club Deportivo Lugo, de la Primera Federación de España.

## Trayectoria

### San Lorenzo de Almagro
Llegó a las inferiores de San Lorenzo a los 17 años proveniente de Independiente de Villa del Rosario, equipo de su ciudad natal. 
Fue goleador y campeón en Cuarta División y también de la reserva en el año 2015, conducida por Claudio Biaggio. 
En 2016 fue promovido al plantel de Primera División que en ese entonces era dirigido técnicamente por Pablo Guede. Hizo su debut en primera el 13 de enero de 2016 en un amistoso frente a Independiente correspondiente a la Copa Ciudad de Mar del Plata.

### Almagro
En septiembre de 2016, sin lugar en la primera de San Lorenzo, fue cedido a préstamo sin opción al Club Almagro sobre el cierre del libro de pases.

### San Lorenzo de Almagro
El 14 de julio de 2017, Reniero volvió de su préstamo a San Lorenzo, luego de que el DT Diego Aguirre le comunicase que lo iba a tener en cuenta para la temporada 2017-18.
El 15 de agosto, en un partido correspondiente por Copa Argentina, anotó ante Cipolletti su primer gol oficial en la primera de San Lorenzo.

### Racing Club
Pasa a Racing Club de Avellaneda a cambio de 4.000.000 de dólares por el 80% del pase firmando un contrato por 4 años. Convirtió su primer gol frente a Patronato de Paraná en el empate 1 a 1. Volvería a marcar frente a Huracán de Parque Patricios en la victoria 1-0 de Racing. Por la Copa Libertadores 2020 anotaría su tercer gol en el cuadro de Avellaneda, victoria 2-1. En el partido siguiente de la copa, frente a Alianza Lima anotaría el único gol del partido a los 50 segundos de ingresado en el partido, ganando Racing 1-0.

### Argentinos Juniors
A mitad del 2021 fue cedido a Argentinos Juniors luego de no entrar en los planes de Juan Antonio Pizzi, entrenador racinguista en ese momento. Anotó su primer gol en la victoria 2-0 del Bicho sobre Banfield. Posteriormente, anotaría contra Gimnasia (Copa Argentina) y ante San Lorenzo.

### CD Lugo
En enero de 2025, como agente libre tras su salida de Racing, el jugador firmó en el Club Deportivo Lugo de la Primera Federación de España.

## Estadísticas

### Clubes
Actualizado hasta su último partido disputado el 4 de mayo de 2025.
| Club                         | Div.          | Temporada     | Liga  | Liga  | Liga   | Copas nacionales | Copas nacionales | Copas nacionales | Torneos internacionales | Torneos internacionales | Torneos internacionales | Total | Total | Total  | Media goleadora |
| Club                         | Div.          | Temporada     | Part. | Goles | Asist. | Part.            | Goles            | Asist.           | Part.                   | Goles                   | Asist.                  | Part. | Goles | Asist. | Media goleadora |
| ---------------------------- | ------------- | ------------- | ----- | ----- | ------ | ---------------- | ---------------- | ---------------- | ----------------------- | ----------------------- | ----------------------- | ----- | ----- | ------ | --------------- |
| Club Almagro Argentina       | 2.ª           | 2016-17       | 37    | 15    | 3      | 2                | 0                | 0                | —                       | —                       | —                       | 39    | 15    | 3      | 0.38            |
| Club Almagro Argentina       | Total club    | Total club    | 37    | 15    | 3      | 2                | 0                | 0                | 0                       | 0                       | 0                       | 39    | 15    | 3      | 0.38            |
| C. A. San Lorenzo Argentina  | 1.ª           | 2017-18       | 21    | 4     | 2      | 2                | 1                | 0                | 4                       | 0                       | 0                       | 27    | 5     | 2      | 0.18            |
| C. A. San Lorenzo Argentina  | 1.ª           | 2018-19       | 21    | 4     | 1      | 9                | 3                | 1                | 10                      | 0                       | 2                       | 40    | 7     | 4      | 0.17            |
| C. A. San Lorenzo Argentina  | 1.ª           | 2019-20       | 2     | 0     | 0      | —                | —                | —                | 2                       | 0                       | 0                       | 4     | 0     | 0      | 0.00            |
| C. A. San Lorenzo Argentina  | Total club    | Total club    | 44    | 8     | 3      | 11               | 4                | 1                | 16                      | 0                       | 2                       | 71    | 12    | 6      | 0.17            |
| Racing Club Argentina        | 1.ª           | 2019-20       | 10    | 2     | 1      | 1                | 0                | 0                | 2                       | 2                       | 0                       | 13    | 4     | 1      | 0.31            |
| Racing Club Argentina        | 1.ª           | 2020-21       | —     | —     | —      | 2                | 0                | 0                | 7                       | 1                       | 0                       | 9     | 1     | 0      | 0.09            |
| Racing Club Argentina        | 1.ª           | 2021          | —     | —     | —      | 6                | 0                | 0                | 1                       | 0                       | 0                       | 7     | 0     | 0      | 0.00            |
| Racing Club Argentina        | 1.ª           | 2023          | 11    | 1     | 1      | 4                | 0                | 0                | 5                       | 1                       | 0                       | 20    | 2     | 1      | 0.10            |
| Racing Club Argentina        | Total club    | Total club    | 21    | 3     | 2      | 13               | 0                | 0                | 15                      | 4                       | 0                       | 49    | 7     | 2      | 0.14            |
| Argentinos Juniors Argentina | 1.ª           | 2021          | 25    | 5     | 0      | 3                | 1                | 1                | 2                       | 0                       | 0                       | 31    | 6     | 1      | 0.19            |
| Argentinos Juniors Argentina | 1.ª           | 2022          | 21    | 2     | 3      | 17               | 0                | 2                | —                       | —                       | —                       | 38    | 2     | 5      | 0.05            |
| Argentinos Juniors Argentina | Total club    | Total club    | 46    | 7     | 3      | 20               | 1                | 3                | 2                       | 0                       | 0                       | 68    | 8     | 6      | 0.21            |
| C. A. Tigre Argentina        | 1.ª           | 2023          | —     | —     | —      | 8                | 1                | 1                | —                       | —                       | —                       | 8     | 1     | 1      | 0.12            |
| C. A. Tigre Argentina        | Total club    | Total club    | 0     | 0     | 0      | 8                | 1                | 1                | 0                       | 0                       | 0                       | 8     | 1     | 1      | 0.12            |
| C. D. Lugo · España          | 1.ª F         | 2024-25       | 17    | 1     | 3      | —                | —                | —                | —                       | —                       | —                       | 17    | 1     | 3      | 0.06            |
| C. D. Lugo · España          | Total club    | Total club    | 17    | 1     | 3      | 0                | 0                | 0                | 0                       | 0                       | 0                       | 17    | 1     | 3      | 0.06            |
| Total carrera                | Total carrera | Total carrera | 165   | 34    | 14     | 54               | 6                | 5                | 33                      | 4                       | 2                       | 252   | 44    | 21     | 0.17            |
| 1. 2. 3.                     |               |               |       |       |        |                  |                  |                  |                         |                         |                         |       |       |        |                 |

### Hat-tricks
| 1 | 8 de julio de 2017 | Estadio Pedro Mutio, Paraná | Atlético Paraná - Almagro |  | 4 - 3 | Primera B Nacional 2016-17 |

## Palmarés

#### Campeonatos nacionales
| Título                  | Club        | País      | Año  |
| ----------------------- | ----------- | --------- | ---- |
| Trofeo de Campeones     | Racing Club | Argentina | 2019 |
| Supercopa Internacional | Racing Club | Argentina | 2023 |